# Michel Robin
Michel Robin (* 13. November 1930 in Reims; † 18. November 2020 in Rambouillet) war ein französischer Schauspieler.

## Leben und Werk
Michel Robin wuchs in einer bürgerlichen Familie in Reims auf. Er zog 1956 im Alter von 26 Jahren nach Paris, wo er bei Charles Dullin und am Théâtre National Populaire Schauspiel studierte. Er schloss sich der Theatergruppe Compagnie Renaud-Barrault an und war mehrere Jahre auf unterschiedlichen Bühnen zu sehen, bevor er 1966 mit Wer sind Sie, Polly Magoo? beim Film debütierte. Seine 52 Jahre umfassende Filmkarriere endete 2018 mit dem Drama Dans la brume. Für diese Darstellung wurde er 2019 als Bester Nebendarsteller für einen Canadian Screen Award nominiert. Für sein Theaterspiel wurde er bereits 1990 für seine Darstellung in dem Stück La traversée de l’hiver von Yasmina Reza mit einem Molière als Bester Nebendarsteller ausgezeichnet. Von 1996 bis 2009 war er Sociétaire de la Comédie-Française.
Robin starb am 18. November 2020, fünf Tage nach seinem 90. Geburtstag, an den Folgen einer SARS-CoV-2-Infektion.

## Filmografie (Auswahl)
- 1966: Wer sind Sie, Polly Magoo? (Qui êtes-vous, Polly Maggoo?)
- 1968: Astragal (L’astragale)
- 1970: Das Geständnis (L’aveu )
- 1971: Die Abenteuer des Monsieur Vidocq (Les Nouvelles Aventures de Vidocq, Fernsehserie, 1 Folge)
- 1973: Die Einladung (L’invitation)
- 1974: Die Verfolgten (Les guichets du Louvre)
- 1975: Nachtblende (L’important c’est d’aimer)
- 1976: Die Tugend unserer Väter (L’éducation amoureuse de Valentin)
- 1977: Der Alte – (Folge 3: Der Alte schlägt zweimal zu)
- 1979: Kleine Fluchten (Les petites fugues)
- 1979: Die Liebe einer Frau (Clair de femme)
- 1981: Der Hornochse und sein Zugpferd (La cèvre)
- 1983: Der Außenseiter (Le marginal)
- 1984: Das Blut der Anderen (Le sang des autres)
- 1985: Der Filou (L’amour en douce)
- 1985: Harem
- 1989: Marquis de Sade (Marquis)
- 2000: Chabrols süßes Gift (Merci pour le chocolat)
- 2001: Die fabelhafte Welt der Amélie (Le fabuleux destin d’Amélie Poulain)
- 2003: Das große Rennen von Belleville (Les triplettes de Belleville)
- 2004: Mathilde – Eine große Liebe (Un long dimanche de fiançailles)
- 2011: Ein Musketier für alle Fälle (Les aventures de Philibert, capitaine puceau)
- 2012: Leb wohl, meine Königin! (Les adieux à la reine)
- 2012: Adieu Berthe – Omas Vermächtnis (Adieu Berthe – L’enterrement de mémé)
- 2012: Ihr werdet euch noch wundern (Vous n’avez encore rien vu)
- 2014: Der Wald (La forêt)
- 2015: L’odeur de la mandarine
- 2015: Drei Schwestern (Les trois sœurs) (TV)
- 2018: A Breath Away (Dans la brume)